# Van Katoen en Water
Van Katoen en Water was een Twentse stadsmusical in Almelo.
Verteller stadsarchivaris Bertus Hondebrink berichtte in de musical over 600 jaar Almelo aan de hand van een groot aantal scenes. De negentien voorstellingen vonden buiten plaats, er was ruimte voor maximaal 700 toeschouwers. Zeshonderd jaar Almelose stadsrechten was de leidraad. De stadsrechten zijn gekoppeld aan het begin van de rechtspraak die het privilege was van de graaf van Huis Almelo. Het stuk werd vormgegeven door professionals, amateurs en theatermensen in opleiding. Locatie het Indiëterrein heeft zowel een link met het textielverleden van de stad als met het vervoer van producten over het kanaal Almelo-Nordhorn. De voorstelling werd vooraf gegaan door een maaltijd in de oude fabriekshallen. Na de musicals 'Van Katoen & Nu' en 'Het verzet kraakt' was het de derde uitvoering op het Indiëterrein volgens dit concept.

## Cast
- Laus Steenbeeke - Bertus Hondebrink (stadsarchivaris)
- Renée de Gruijl - Stella (verpleegster)
- Laurens ten Den - waterman (broer van Bertus)
- André Manuel - landman (broer van Bertus)
- Merel Kappenburg - Soofie
- Bart Klop - Gijsbert

## Afbeeldingen

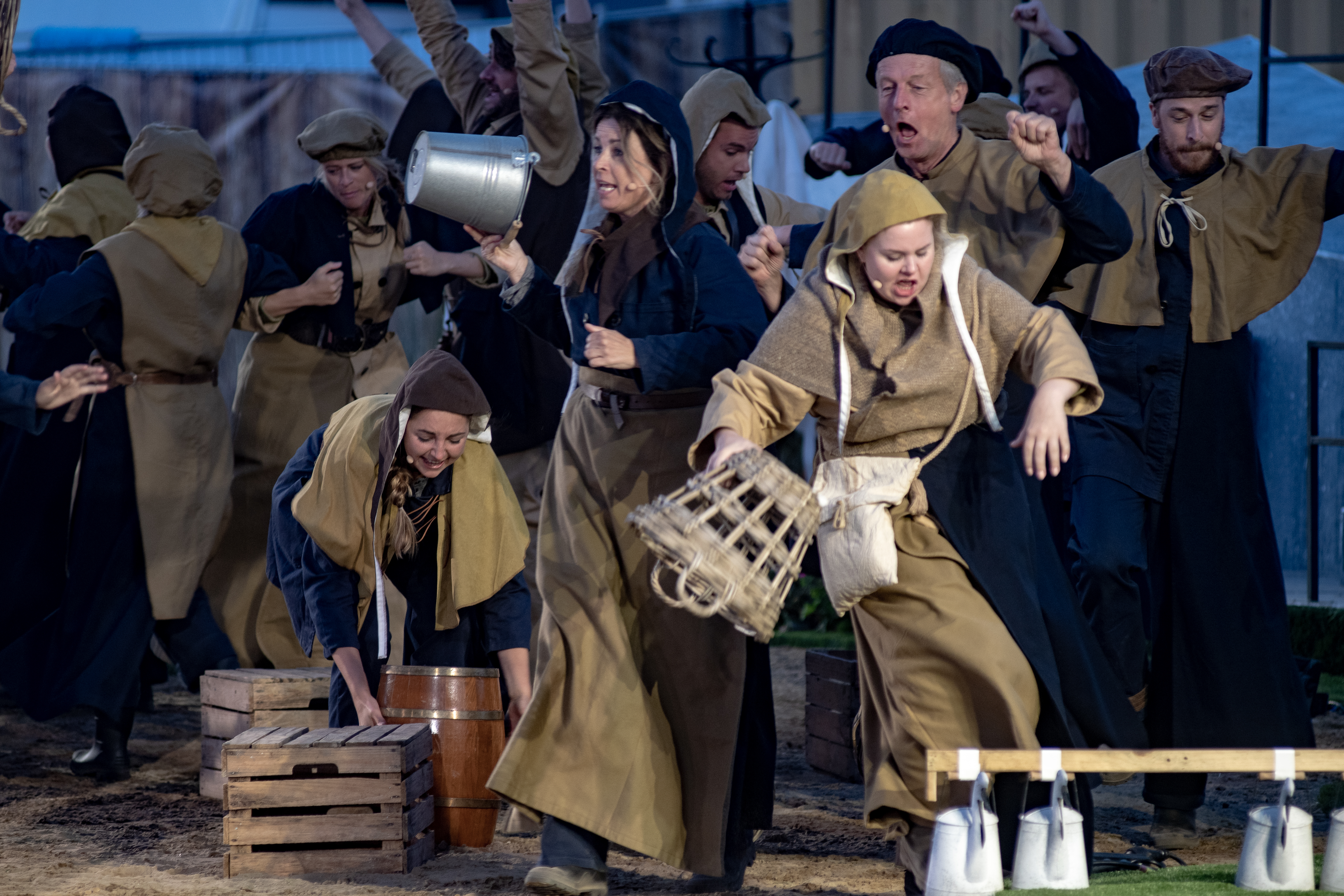
Scene uit de voorstelling
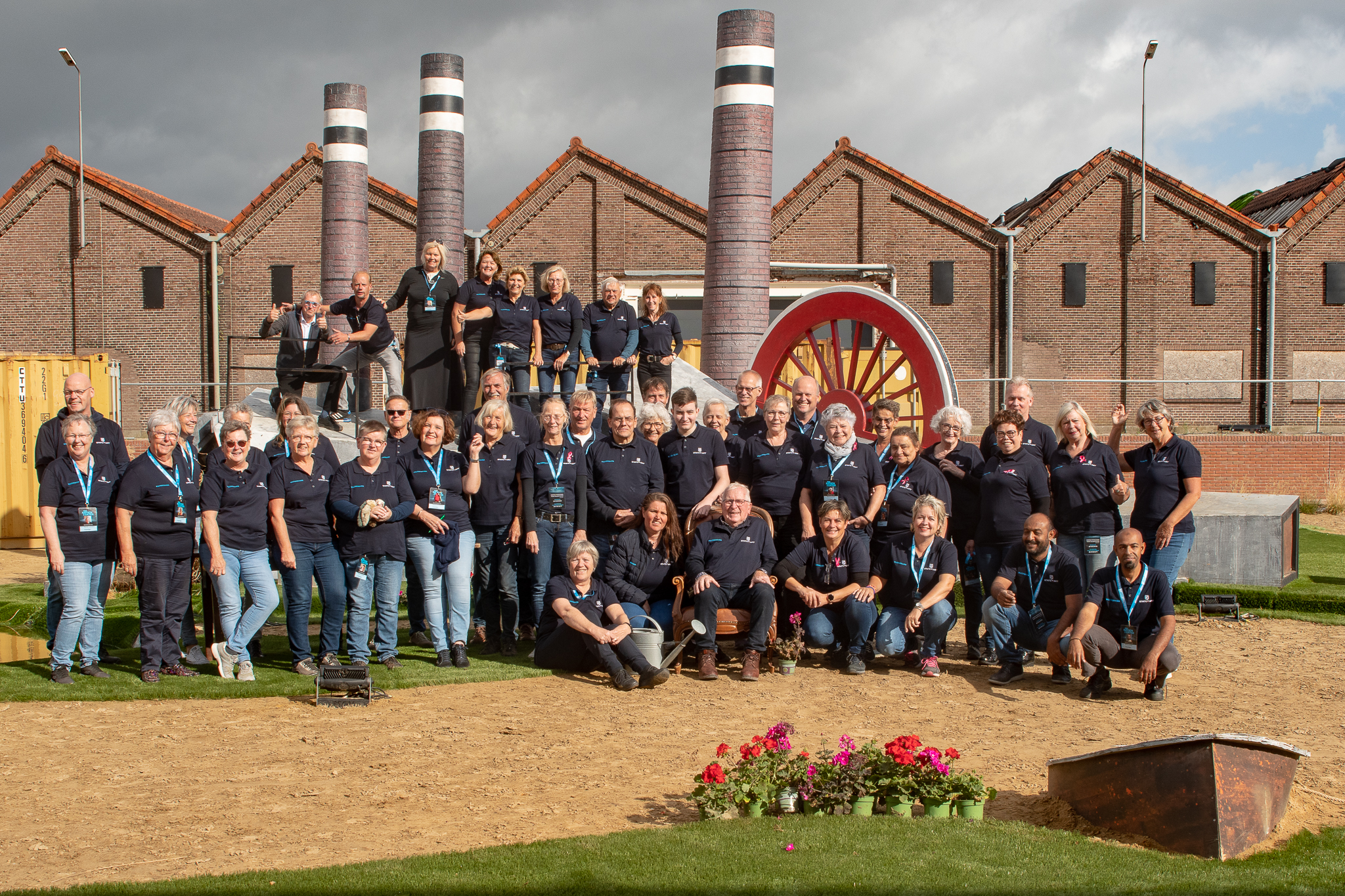
Medewerkers
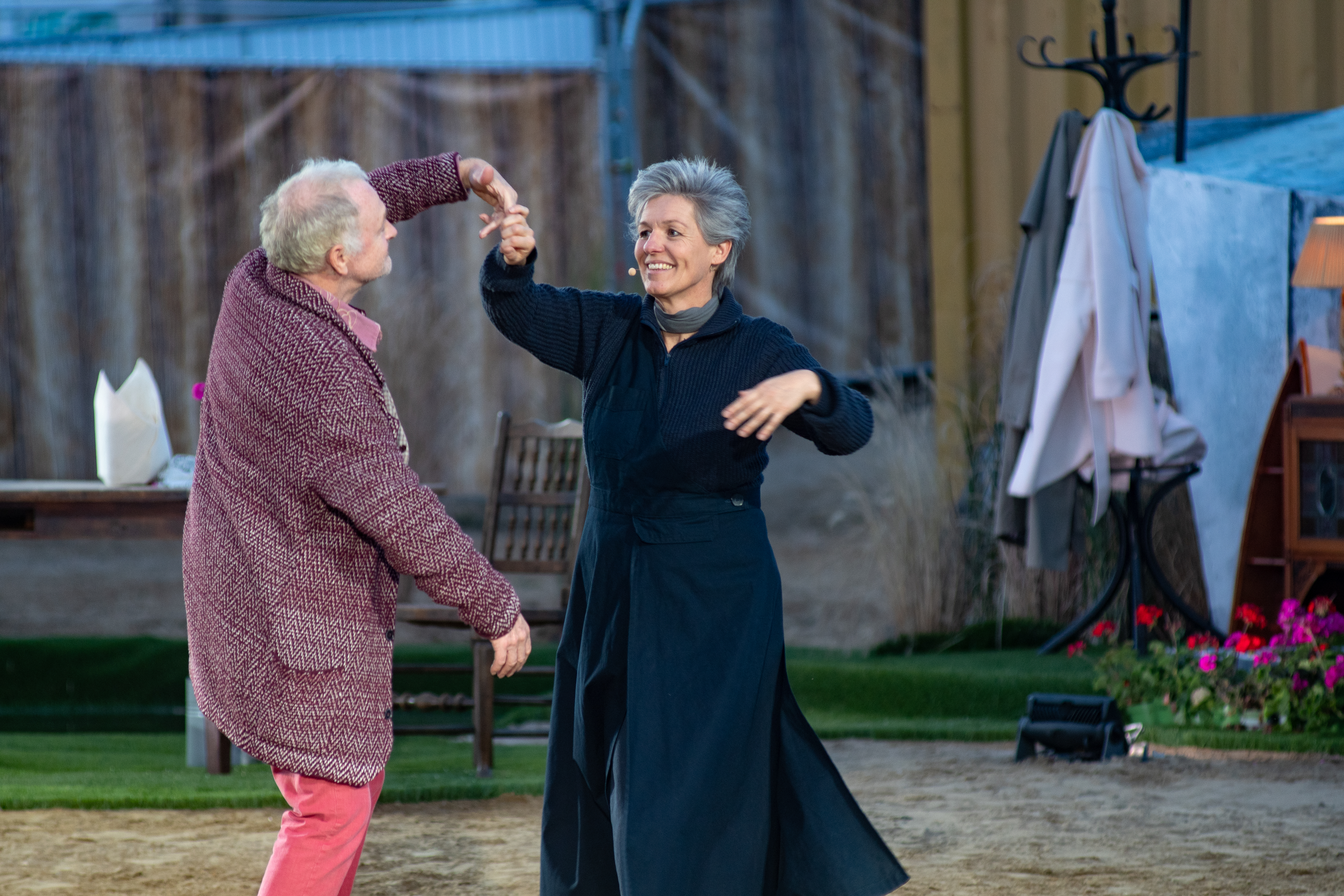
Bertus Hondebrink en Soofie